# Munidopsis livida
Munidopsis livida is een tienpotigensoort uit de familie van de Munidopsidae. De wetenschappelijke naam van de soort is voor het eerst geldig gepubliceerd in 1886 door Perrier.